# Courtland (Mississippi)
Courtland is een plaats (town) in de Amerikaanse staat Mississippi, en valt bestuurlijk gezien onder Panola County.

## Demografie
Bij de volkstelling in 2000 werd het aantal inwoners vastgesteld op 460.
In 2006 is het aantal inwoners door het United States Census Bureau geschat op 474, een stijging van 14 (3,0%).

## Geografie
Volgens het United States Census Bureau beslaat de plaats een oppervlakte van
2,9 km², geheel bestaande uit land. Courtland ligt op ongeveer 69 m boven zeeniveau.

## Plaatsen in de nabije omgeving
De onderstaande figuur toont nabijgelegen plaatsen in een straal van 24 km rond Courtland.